# Військовий об'єкт

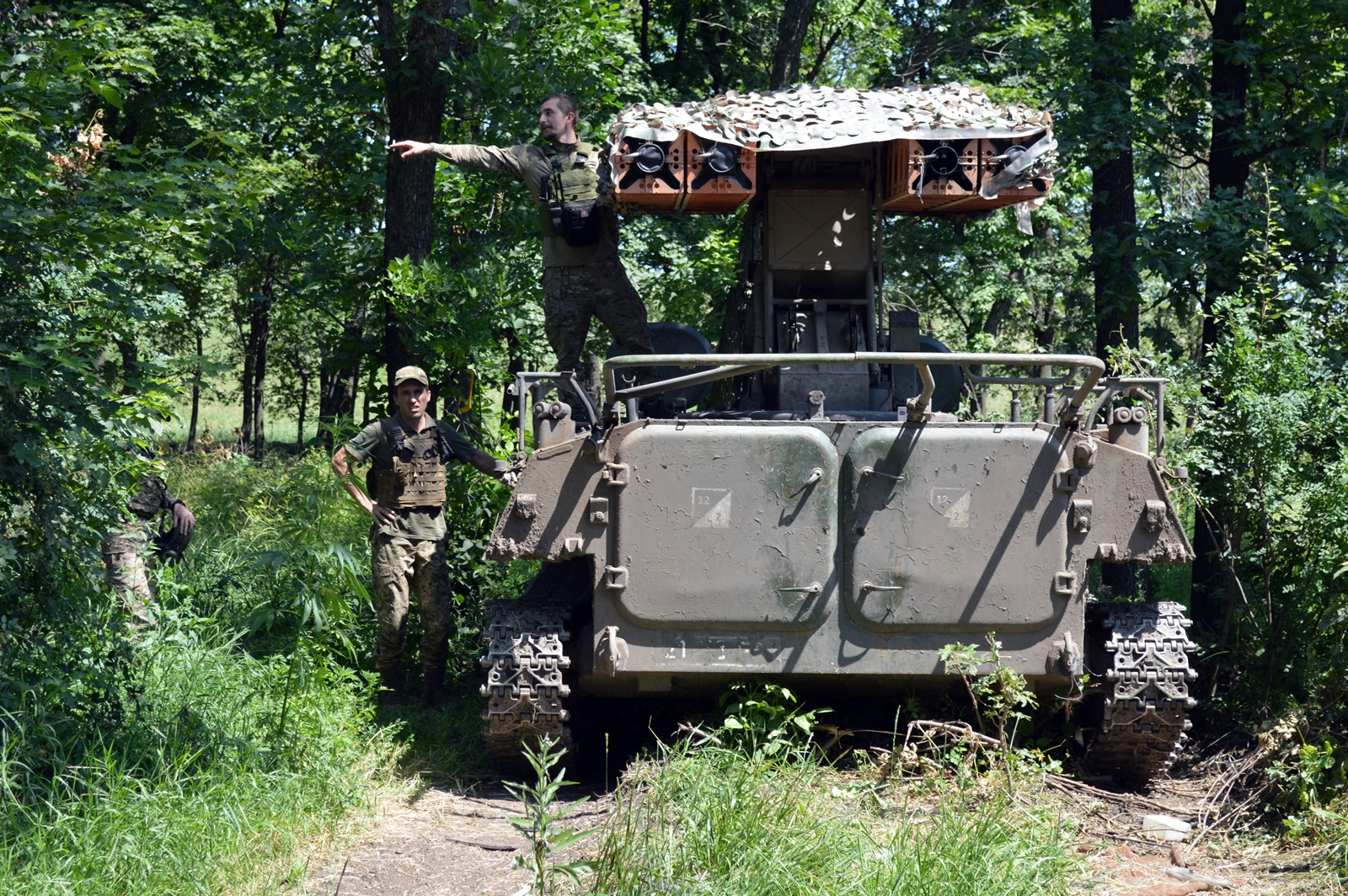
Зенітний ракетний комплекс «Стріла-10» 93-ї ОМБр в районі бойових дій під Бахмутом, червень 2023 року

Військовий об'єкт — ділянки місцевості, будівлі, споруди, які постійно чи тимчасово використовуються з'єднанням, військовою частиною і підрозділом збройних сил для виконання завдань або розміщення та укриття особового складу, зберігання бойової техніки або військового майна. Також військовими об'єктами є військові транспортні засоби, озброєння та військова техніка, а також об'єкти, які підлягають захисту і охороні (обороні) збройними силами.